# Gebel Barkal
Gebel Barkal eller Jebel Barkal (arabiska: جبل بركل) är ett litet berg nära staden Karima i delstaten ash-Shamaliyya i Sudan, cirka 400 km norr om huvudstaden Khartoum, där Nilen går i en stor sväng i regionen Nubien. Omkring år 1450 f.Kr. utökade den egyptiska faraon Thutmosis III sitt rike till denna region och gjorde Gebel Barkal till landets södra gräns. Här grundade han staden Napata som, omkring 300 år senare blev huvudstad i det självständiga kungariket Kush.
Ruinerna omkring Gebel Barkal omfattar åtminstone 13 tempel och 3 palats. Platsen beskrev för första gången av europeiska upptäckare på 1820-talet, men först 1916 påbörjades arkeologiska utgrävningar. I början av 1970-talet fortsatte utforskningar av ett arbetslag från La Sapienzas universitet i Rom, under översyn av Sergio Donadoni. Denna grupp följdes på 1980-talet av en annan grupp från Boston Museum under översyn av Timothy Kendall. De större templen, såsom Amons tempel, anses än idag vara heliga för lokalbefolkningen.
Av denna anledning blev berget, tillsammans med de historiska städerna i Meroë och Napata, 2003 uppsatta på Unescos Världsarvslista.
Berget är 98 meter högt och har en plan topp. Det har uppenbarligen använts av handelsresande på handelsrutterna mellan Centralafrika, Arabiska halvön och Egypten, som ett landmärke för att hitta till en ställe där det var lättare att korsa den stora floden.